# 陳悃
陳悃（15世紀—16世紀），河南河南府陝州人，明朝政治人物。

## 生平
陳悃是弘治五年（1492年）壬子科河南鄉試舉人，授直隸廣平縣教諭。劉六劉七起義爆發，巡撫推舉儒將統領大名府民兵，他慨然受命，論功獲賜綢緞，陞任南和知縣，弭盗安民、政平訟理，縣內稱治，調官榆次，抑壓當地豪強、制止貪污，公政處理案件，考績稱最得旌表：「做官都怕榆次，今民卻服陳。」嘉靖元年（1522年）自戶部郎中陞山東按察司僉事，管理北直隸屯田，歷任苑馬寺少卿，官至苑馬寺卿。

## 引用
1. 1 2  光緒《陝州直隸州志·卷八·人物一》：陳悃，宏治壬子舉人，任廣平教諭，時劉齊叛，大中丞舉儒將統大名府民兵，悃慨然請行，論功賜綵緞，升南和知縣，調榆次，考績稱最，旌曰：「做官都怕榆次，今民却服陳。」悃累遷按察司僉事、苑馬寺少卿，進階正卿。
2. ↑  《明世宗肅皇帝實錄》·卷十七：（嘉靖元年八月）甲午陞戶部郎中陳悃為山東按察司僉事管理北直隸屯田。
3. ↑  民國《南和縣志·卷九·人物》：陳悃，以教諭陞縣尹，弭盗安民、政平訟理，境內翕然稱治。 名宦
4. ↑  民國《榆次縣志·卷十五·名宦錄》：陳悃，陝州人，亦以舉人任縣事，謹廉隅、杜餉遺，人不敢干以私，抑豪強、屏貪蠹，理寃枉明察沈斷莫能撓奪，久之吏皆勤廉，而民識禮讓，治行之善如古循吏云。 錄舊志